# Паріка (Гаяна)
Паріка (Parika) — портове селище, розташоване на островах Есекібо-Західна Демерара в Гаяні. Відоме своїм ринком, на якому торгує більше 700 торговців і який є туристичною атракцію, відомою на всю країну.